# Carmen Villaflores
Carmen Villaflores är en ort i Mexiko.   Den ligger i kommunen Las Margaritas och delstaten Chiapas, i den sydöstra delen av landet, 900 km öster om huvudstaden Mexico City. Carmen Villaflores ligger 734 meter över havet och antalet invånare är 422.
Terrängen runt Carmen Villaflores är huvudsakligen kuperad, men åt nordost är den bergig. Terrängen runt Carmen Villaflores sluttar österut. Runt Carmen Villaflores är det ganska glesbefolkat, med 30 invånare per kvadratkilometer. Närmaste större samhälle är Santa Rita Invernadero, 8,8 km norr om Carmen Villaflores. I omgivningarna runt Carmen Villaflores växer i huvudsak städsegrön lövskog.